# جایزه گلدن گلوب بهترین موسیقی
جایزه گلدن گلوب بهترین موسیقی (انگلیسی: Golden Globe Award for Best Original Score) یکی از جوایز گلدن گلوب است که به سازنده بهترین موسیقی فیلم تعلق می‌گیرد.

## برندگان و نامزدها

### دهه ۱۹۴۰
| Year1                  | Film                       | Composer(s)     | Ref.  |
| ---------------------- | -------------------------- | --------------- | ----- |
| پنجمین مراسم گلدن گلوب | زندگی با پدر               | Max Steiner     | [ ۱ ] |
| ششمین مراسم گلدن گلوب  | کفش‌های قرمز (فیلم ۱۹۴۸)    | Brian Easdale   | [ ۲ ] |
| هفتمین مراسم گلدن گلوب | The Inspector General      | Johnny Green    | [ ۳ ] |
| هفتمین مراسم گلدن گلوب | تمام مردان شاه (فیلم ۱۹۴۹) | Louis Gruenberg | [ ۳ ] |

### دهه ۱۹۵۰
| Year1                                              | Film                        | Composer(s)      | Ref.           |
| -------------------------------------------------- | --------------------------- | ---------------- | -------------- |
| هشتمین مراسم گلدن گلوب                             | سانست بلوار                 | Franz Waxman     | [ ۴ ]          |
| هشتمین مراسم گلدن گلوب                             | زندگی خودش                  | Bronisław Kaper  | [ ۴ ]          |
| هشتمین مراسم گلدن گلوب                             | Destination Moon            | Leith Stevens    | [ ۴ ]          |
| نهمین مراسم گلدن گلوب                              | September Affair            | Victor Young     | [ ۵ ]          |
| نهمین مراسم گلدن گلوب                              | روزی که دنیا از حرکت ایستاد | Bernard Herrmann | [ ۵ ]          |
| نهمین مراسم گلدن گلوب                              | چاه (فیلم ۱۹۵۱)             | Dimitri Tiomkin  | [ ۵ ]          |
| دهمین مراسم گلدن گلوب                              | نیمروز (فیلم)               | Dimitri Tiomkin  | [ ۶ ]          |
| دهمین مراسم گلدن گلوب                              | آیوانهو (فیلم ۱۹۵۲)         | Miklós Rózsa     | [ ۶ ]          |
| دهمین مراسم گلدن گلوب                              | مرد آرام                    | Victor Young     | [ ۶ ]          |
| یازدهمین مراسم گلدن گلوب–شانزدهمین مراسم گلدن گلوب | No award given              | No award given   | No award given |
| هفدهمین مراسم گلدن گلوب                            | در ساحل (فیلم ۱۹۵۹)         | Ernest Gold      | [ ۸ ]          |
| هجدهمین مراسم گلدن گلوب                            | آلامو                       | Dimitri Tiomkin  | [ ۹ ]          |
| هجدهمین مراسم گلدن گلوب                            | خروج (فیلم ۱۹۶۰)            | Ernest Gold      | [ ۹ ]          |
| هجدهمین مراسم گلدن گلوب                            | Pepe                        | Johnny Green     | [ ۹ ]          |
| هجدهمین مراسم گلدن گلوب                            | اسپارتاکوس (فیلم)           | Alex North       | [ ۹ ]          |
| هجدهمین مراسم گلدن گلوب                            | دنیای سوزی وانگ             | George Duning    | [ ۹ ]          |

### دهه ۱۹۶۰
| Year1                          | Film                           | Composer(s)                                               | Ref.           |
| ------------------------------ | ------------------------------ | --------------------------------------------------------- | -------------- |
| نوزدهمین مراسم گلدن گلوب       | توپ‌های ناوارون (فیلم)          | Dimitri Tiomkin                                           | [ ۱۰ ]         |
| نوزدهمین مراسم گلدن گلوب       | ال سید (فیلم)                  | Miklós Rózsa                                              | [ ۱۰ ]         |
| نوزدهمین مراسم گلدن گلوب       | فنی (فیلم ۱۹۶۱)                | Harold Rome                                               | [ ۱۰ ]         |
| نوزدهمین مراسم گلدن گلوب       | شاهنشاه (فیلم ۱۹۶۱)            | Miklós Rózsa                                              | [ ۱۰ ]         |
| نوزدهمین مراسم گلدن گلوب       | تابستان و دود                  | Elmer Bernstein                                           | [ ۱۰ ]         |
| بیستمین مراسم گلدن گلوب        | کشتن مرغ مقلد (فیلم)           | Elmer Bernstein                                           | [ ۱۱ ]         |
| بیستمین مراسم گلدن گلوب        | لورنس عربستان (فیلم)           | Maurice Jarre                                             | [ ۱۱ ]         |
| بیستمین مراسم گلدن گلوب        | شورش در بونتی (فیلم ۱۹۶۲)      | Bronisław Kaper                                           | [ ۱۱ ]         |
| بیستمین مراسم گلدن گلوب        | تاراس بولبا (فیلم ۱۹۶۲)        | Franz Waxman                                              | [ ۱۱ ]         |
| بیستمین مراسم گلدن گلوب        | مرد موسیقی (فیلم ۱۹۶۲)         | Meredith Willson                                          | [ ۱۱ ]         |
| بیست و یکمین مراسم گلدن گلوب   | No award given                 | No award given                                            | No award given |
| بیست و دومین مراسم گلدن گلوب   | سقوط امپراتوری روم             | Dimitri Tiomkin                                           | [ ۱۲ ]         |
| بیست و دومین مراسم گلدن گلوب   | بکت (فیلم ۱۹۶۴)                | Laurence Rosenthal                                        | [ ۱۲ ]         |
| بیست و دومین مراسم گلدن گلوب   | مری پاپینز (فیلم)              | Sherman Brothers                                          | [ ۱۲ ]         |
| بیست و دومین مراسم گلدن گلوب   | هفت روز در ماه مه              | Jerry Goldsmith                                           | [ ۱۲ ]         |
| بیست و دومین مراسم گلدن گلوب   | زوربای یونانی (فیلم)           | Mikis Theodorakis                                         | [ ۱۲ ]         |
| بیست و سومین مراسم گلدن گلوب   | دکتر ژیواگو (فیلم)             | Maurice Jarre                                             | [ ۱۳ ]         |
| بیست و سومین مراسم گلدن گلوب   | نبرد تانک‌ها (فیلم)             | Benjamin Frankel                                          | [ ۱۳ ]         |
| بیست و سومین مراسم گلدن گلوب   | مسابقه بزرگ                    | Henry Mancini                                             | [ ۱۳ ]         |
| بیست و سومین مراسم گلدن گلوب   | مرغ دریایی (فیلم ۱۹۶۵)         | Johnny Mandel                                             | [ ۱۳ ]         |
| بیست و سومین مراسم گلدن گلوب   | رولز-رویس زرد                  | Riz Ortolani                                              | [ ۱۳ ]         |
| بیست و چهارمین مراسم گلدن گلوب | هاوایی (فیلم ۱۹۶۶)             | Elmer Bernstein                                           | [ ۱۴ ]         |
| بیست و چهارمین مراسم گلدن گلوب | یک مرد و یک زن                 | Francis Lai                                               | [ ۱۴ ]         |
| بیست و چهارمین مراسم گلدن گلوب | آیا پاریس در حال سوختن است؟    | Maurice Jarre                                             | [ ۱۴ ]         |
| بیست و چهارمین مراسم گلدن گلوب | کتاب مقدس (فیلم)               | Toshiro Mayuzumi                                          | [ ۱۴ ]         |
| بیست و چهارمین مراسم گلدن گلوب | دانه‌های شن (فیلم)              | Jerry Goldsmith                                           | [ ۱۴ ]         |
| بیست و پنجمین مراسم گلدن گلوب  | کملوت (فیلم)                   | Frederick Loewe                                           | [ ۱۵ ]         |
| بیست و پنجمین مراسم گلدن گلوب  | دکتر دولیتل (فیلم ۱۹۶۷)        | Leslie Bricusse                                           | [ ۱۵ ]         |
| بیست و پنجمین مراسم گلدن گلوب  | برای زندگی، زندگی کن           | Francis Lai                                               | [ ۱۵ ]         |
| بیست و پنجمین مراسم گلدن گلوب  | میلی کاملاً مدرن                | Elmer Bernstein                                           | [ ۱۵ ]         |
| بیست و پنجمین مراسم گلدن گلوب  | دو تا برای جاده (فیلم)         | Henry Mancini                                             | [ ۱۵ ]         |
| بیست و ششمین مراسم گلدن گلوب   | کفش‌های ماهیگیر                 | Alex North                                                | [ ۱۶ ]         |
| بیست و ششمین مراسم گلدن گلوب   | چیتی‌چیتی بنگ‌بنگ                | Sherman Brothers                                          | [ ۱۶ ]         |
| بیست و ششمین مراسم گلدن گلوب   | الیور!                         | Lionel Bart (declared ineligible and removed from ballot) | [ ۱۶ ]         |
| بیست و ششمین مراسم گلدن گلوب   | رومئو و ژولیت (فیلم ۱۹۶۸)      | Nino Rota                                                 | [ ۱۶ ]         |
| بیست و ششمین مراسم گلدن گلوب   | بچه رزماری (فیلم)              | Krzysztof Komeda                                          | [ ۱۶ ]         |
| بیست و ششمین مراسم گلدن گلوب   | شیر در زمستان (فیلم ۱۹۶۸)      | John Barry                                                | [ ۱۶ ]         |
| بیست و ششمین مراسم گلدن گلوب   | حادثه توماس کراون (فیلم ۱۹۶۸)  | Michel Legrand                                            |                |
| بیست و هفتمین مراسم گلدن گلوب  | بوچ کسیدی و ساندنس کید         | Burt Bacharach                                            | [ ۱۸ ]         |
| بیست و هفتمین مراسم گلدن گلوب  | یک‌هزار روز از آن               | Georges Delerue                                           | [ ۱۸ ]         |
| بیست و هفتمین مراسم گلدن گلوب  | خداحافظ، آقای چپیس (فیلم ۱۹۶۹) | Leslie Bricusse                                           | [ ۱۸ ]         |
| بیست و هفتمین مراسم گلدن گلوب  | پایان خوش (فیلم ۱۹۶۹)          | Michel Legrand                                            | [ ۱۸ ]         |
| بیست و هفتمین مراسم گلدن گلوب  | راز سانتا ویتوریا              | Ernest Gold                                               | [ ۱۸ ]         |

### دهه ۱۹۷۰
| Year1                         | Film                              | Composer(s)                                       | Ref.   |
| ----------------------------- | --------------------------------- | ------------------------------------------------- | ------ |
| بیست و هشتمین مراسم گلدن گلوب | داستان عشق (فیلم ۱۹۷۰)            | Francis Lai                                       | [ ۱۹ ] |
| بیست و هشتمین مراسم گلدن گلوب | فرودگاه (فیلم ۱۹۷۰)               | Alfred Newman                                     | [ ۱۹ ] |
| بیست و هشتمین مراسم گلدن گلوب | کرامول (فیلم)                     | Frank Cordell                                     | [ ۱۹ ] |
| بیست و هشتمین مراسم گلدن گلوب | اسکروج (فیلم ۱۹۷۰)                | Leslie Bricusse                                   | [ ۱۹ ] |
| بیست و هشتمین مراسم گلدن گلوب | بلندی‌های بادگیر (فیلم ۱۹۷۰)       | Michel Legrand                                    | [ ۱۹ ] |
| بیست و نهمین مراسم گلدن گلوب  | شفت (فیلم ۱۹۷۱)                   | Isaac Hayes                                       | [ ۲۰ ] |
| بیست و نهمین مراسم گلدن گلوب  | لو مان (فیلم)                     | Michel Legrand                                    | [ ۲۰ ] |
| بیست و نهمین مراسم گلدن گلوب  | ماری، ملکه اسکاتلند (فیلم ۱۹۷۱)   | John Barry                                        | [ ۲۰ ] |
| بیست و نهمین مراسم گلدن گلوب  | تابستان ۴۲                        | Michel Legrand                                    | [ ۲۰ ] |
| بیست و نهمین مراسم گلدن گلوب  | جاذبه آندرومدا                    | Gil Melle                                         | [ ۲۰ ] |
| سی‌امین مراسم گلدن گلوب        | پدرخوانده                         | Nino Rota                                         | [ ۲۱ ] |
| سی‌امین مراسم گلدن گلوب        | جنون (فیلم ۱۹۷۲)                  | Ron Goodwin                                       | [ ۲۱ ] |
| سی‌امین مراسم گلدن گلوب        | گریز (فیلم ۱۹۷۲)                  | Quincy Jones                                      | [ ۲۱ ] |
| سی‌امین مراسم گلدن گلوب        | بانو بلوز می‌خواند (فیلم)          | Michel Legrand                                    | [ ۲۱ ] |
| سی‌امین مراسم گلدن گلوب        | جهنم زیر و رو                     | John Williams                                     | [ ۲۱ ] |
| سی و یکمین مراسم گلدن گلوب    | جاناتان مرغ دریایی                | Neil Diamond                                      | [ ۲۲ ] |
| سی و یکمین مراسم گلدن گلوب    | بریزی                             | Michel Legrand                                    | [ ۲۲ ] |
| سی و یکمین مراسم گلدن گلوب    | آزادی سیندرلا                     | John Williams                                     | [ ۲۲ ] |
| سی و یکمین مراسم گلدن گلوب    | ای مرد خوش‌شانس!                   | Alan Price                                        | [ ۲۲ ] |
| سی و یکمین مراسم گلدن گلوب    | The Day of the Dolphin            | Georges Delerue                                   | [ ۲۲ ] |
| سی و یکمین مراسم گلدن گلوب    | تام سایر (فیلم ۱۹۷۳)              | Sherman Brothers, John Williams                   | [ ۲۲ ] |
| سی و دومین مراسم گلدن گلوب    | شازده کوچولو (فیلم ۱۹۷۴)          | Alan Jay Lerner, Frederick Loewe                  | [ ۲۳ ] |
| سی و دومین مراسم گلدن گلوب    | محله چینی‌ها (فیلم ۱۹۷۴)           | Jerry Goldsmith                                   | [ ۲۳ ] |
| سی و دومین مراسم گلدن گلوب    | زمین‌لرزه (فیلم ۱۹۷۴)              | John Williams                                     | [ ۲۳ ] |
| سی و دومین مراسم گلدن گلوب    | شبح بهشت                          | Paul Williams                                     | [ ۲۳ ] |
| سی و دومین مراسم گلدن گلوب    | پدرخوانده: قسمت دوم               | Carmine Coppola, Nino Rota                        | [ ۲۳ ] |
| سی و سومین مراسم گلدن گلوب    | آرواره‌ها                          | John Williams                                     | [ ۲۴ ] |
| سی و سومین مراسم گلدن گلوب    | بانوی مسخره                       | Fred Ebb, John Kander                             | [ ۲۴ ] |
| سی و سومین مراسم گلدن گلوب    | مردی که می‌خواست سلطان باشد (فیلم) | Maurice Jarre                                     | [ ۲۴ ] |
| سی و سومین مراسم گلدن گلوب    | The Other Side of the Mountain    | Charles Fox                                       | [ ۲۴ ] |
| سی و سومین مراسم گلدن گلوب    | بازگشت پلنگ صورتی                 | Henry Mancini                                     | [ ۲۴ ] |
| سی و چهارمین مراسم گلدن گلوب  | ستاره‌ای متولد شده‌است (فیلم ۱۹۷۶)  | Kenneth Ascher, Paul Williams                     | [ ۲۵ ] |
| سی و چهارمین مراسم گلدن گلوب  | باگزی مالون                       | Paul Williams                                     | [ ۲۵ ] |
| سی و چهارمین مراسم گلدن گلوب  | راکی                              | Bill Conti                                        | [ ۲۵ ] |
| سی و چهارمین مراسم گلدن گلوب  | The Slipper and the Rose          | Sherman Brothers                                  | [ ۲۵ ] |
| سی و چهارمین مراسم گلدن گلوب  | Voyage of the Damned              | Lalo Schifrin                                     | [ ۲۵ ] |
| سی و پنجمین مراسم گلدن گلوب   | جنگ ستارگان (فیلم)                | John Williams                                     | [ ۲۶ ] |
| سی و پنجمین مراسم گلدن گلوب   | برخورد نزدیک از نوع سوم           | John Williams                                     | [ ۲۶ ] |
| سی و پنجمین مراسم گلدن گلوب   | اژدهای پیت (فیلم ۱۹۷۷)            | Joel Hirschhorn, Al Kasha                         | [ ۲۶ ] |
| سی و پنجمین مراسم گلدن گلوب   | تب شب یکشنبه                      | Barry Gibb, Maurice Gibb, Robin Gibb, David Shire | [ ۲۶ ] |
| سی و پنجمین مراسم گلدن گلوب   | جاسوسی که دوستم داشت (فیلم)       | Marvin Hamlisch                                   | [ ۲۶ ] |
| سی و ششمین مراسم گلدن گلوب    | قطار سریع‌السیر نیمه‌شب             | Giorgio Moroder                                   | [ ۲۷ ] |
| سی و ششمین مراسم گلدن گلوب    | زن مجرد                           | Bill Conti                                        | [ ۲۷ ] |
| سی و ششمین مراسم گلدن گلوب    | سوپرمن (فیلم)                     | John Williams                                     | [ ۲۷ ] |
| سی و ششمین مراسم گلدن گلوب    | فرزندان سانچز (فیلم)              | Chuck Mangione                                    | [ ۲۷ ] |
| سی و ششمین مراسم گلدن گلوب    | ارباب حلقه‌ها (فیلم ۱۹۷۸)          | Leonard Rosenman                                  | [ ۲۷ ] |
| سی و هفتمین مراسم گلدن گلوب   | اینک آخرالزمان                    | Carmine Coppola, Francis Ford Coppola             | [ ۲۸ ] |
| سی و هفتمین مراسم گلدن گلوب   | ۱۰ (فیلم ۱۹۷۹)                    | Henry Mancini                                     | [ ۲۸ ] |
| سی و هفتمین مراسم گلدن گلوب   | یک عاشقانه کوچک                   | Georges Delerue                                   | [ ۲۸ ] |
| سی و هفتمین مراسم گلدن گلوب   | بیگانه (فیلم ۱۹۷۹)                | Jerry Goldsmith                                   | [ ۲۸ ] |
| سی و هفتمین مراسم گلدن گلوب   | اسب سیاه (فیلم ۱۹۷۹)              | Carmine Coppola                                   | [ ۲۸ ] |
| سی و هفتمین مراسم گلدن گلوب   | پیشتازان فضا: فیلم                | Jerry Goldsmith                                   | [ ۲۸ ] |
| سی و هفتمین مراسم گلدن گلوب   | وحشت در آمیتی‌ویل (فیلم ۱۹۷۹)      | Lalo Schifrin                                     | [ ۲۸ ] |

### دهه ۱۹۸۰
| Year1                         | Film                            | Composer(s)                            | Ref.   |
| ----------------------------- | ------------------------------- | -------------------------------------- | ------ |
| سی و هشتمین مراسم گلدن گلوب   | بدل‌کار (فیلم)                   | Dominic Frontiere                      | [ ۲۹ ] |
| سی و هشتمین مراسم گلدن گلوب   | ژیگولوی آمریکایی                | Giorgio Moroder                        | [ ۲۹ ] |
| سی و هشتمین مراسم گلدن گلوب   | شهرت (فیلم ۱۹۸۰)                | Michael Gore                           | [ ۲۹ ] |
| سی و هشتمین مراسم گلدن گلوب   | Somewhere in Time               | John Barry                             | [ ۲۹ ] |
| سی و هشتمین مراسم گلدن گلوب   | امپراتوری ضربه می‌زند            | John Williams                          | [ ۲۹ ] |
| سی و هشتمین مراسم گلدن گلوب   | The Competition                 | Lalo Schifrin                          | [ ۲۹ ] |
| چهلمین مراسم گلدن گلوب        | ئی.تی. موجود فرازمینی           | John Williams                          | [ ۳۰ ] |
| چهلمین مراسم گلدن گلوب        | بلید رانر                       | ونجلیس                                 | [ ۳۰ ] |
| چهلمین مراسم گلدن گلوب        | Cat People                      | Giorgio Moroder                        | [ ۳۰ ] |
| چهلمین مراسم گلدن گلوب        | Six Weeks                       | Dudley Moore                           | [ ۳۰ ] |
| چهلمین مراسم گلدن گلوب        | ویکتور ویکتوریا                 | Henry Mancini                          | [ ۳۰ ] |
| چهل و یکمین مراسم گلدن گلوب   | فلش‌دنس                          | Giorgio Moroder                        | [ ۳۱ ] |
| چهل و یکمین مراسم گلدن گلوب   | ماهی جنگی                       | Stewart Copeland                       | [ ۳۱ ] |
| چهل و یکمین مراسم گلدن گلوب   | صورت‌زخمی (فیلم ۱۹۸۳)            | Giorgio Moroder                        | [ ۳۱ ] |
| چهل و یکمین مراسم گلدن گلوب   | زیر آتش (فیلم ۱۹۸۳)             | Jerry Goldsmith                        | [ ۳۱ ] |
| چهل و یکمین مراسم گلدن گلوب   | ینتل (فیلم)                     | آلن و مرلین برگمن، Michel Legrand      | [ ۳۱ ] |
| چهل و دومین مراسم گلدن گلوب   | گذرگاهی به هند (فیلم)           | Maurice Jarre                          | [ ۳۲ ] |
| چهل و دومین مراسم گلدن گلوب   | آدم‌فضایی (فیلم)                 | Jack Nitzsche                          | [ ۳۲ ] |
| چهل و دومین مراسم گلدن گلوب   | روزی روزگاری در آمریکا          | Ennio Morricone                        | [ ۳۲ ] |
| چهل و دومین مراسم گلدن گلوب   | میدان‌های کشتار (فیلم)           | Mike Oldfield                          | [ ۳۲ ] |
| چهل و دومین مراسم گلدن گلوب   | رودخانه (فیلم ۱۹۸۴)             | John Williams                          | [ ۳۲ ] |
| چهل و سومین مراسم گلدن گلوب   | خارج از آفریقا (فیلم)           | John Barry                             | [ ۳۳ ] |
| چهل و سومین مراسم گلدن گلوب   | رنگ ارغوانی (فیلم ۱۹۸۵)         | Quincy Jones                           | [ ۳۳ ] |
| چهل و سومین مراسم گلدن گلوب   | شب‌های روشن (فیلم ۱۹۸۵)          | Michel Colombier                       | [ ۳۳ ] |
| چهل و سومین مراسم گلدن گلوب   | شاهد (فیلم ۱۹۸۵)                | Maurice Jarre                          | [ ۳۳ ] |
| چهل و سومین مراسم گلدن گلوب   | سال اژدها                       | David Mansfield                        | [ ۳۳ ] |
| چهل و چهارمین مراسم گلدن گلوب | مأموریت (فیلم ۱۹۸۶)             | Ennio Morricone                        | [ ۳۴ ] |
| چهل و چهارمین مراسم گلدن گلوب | فروشگاه کوچک ترسناک (فیلم ۱۹۸۶) | Miles Goodman                          | [ ۳۴ ] |
| چهل و چهارمین مراسم گلدن گلوب | نزدیک نیمه‌شب (فیلم)             | Herbie Hancock                         | [ ۳۴ ] |
| چهل و چهارمین مراسم گلدن گلوب | ساحل پشه                        | Maurice Jarre                          | [ ۳۴ ] |
| چهل و چهارمین مراسم گلدن گلوب | تاپ گان                         | Harold Faltermeyer                     | [ ۳۴ ] |
| چهل و پنجمین مراسم گلدن گلوب  | آخرین امپراتور                  | David Byrne, Ryuichi Sakamoto, Cong Su | [ ۳۵ ] |
| چهل و پنجمین مراسم گلدن گلوب  | آزادی را فریاد کن               | George Fenton, Jonas Gwangwa           | [ ۳۵ ] |
| چهل و پنجمین مراسم گلدن گلوب  | امپراتوری خورشید (فیلم)         | John Williams                          | [ ۳۵ ] |
| چهل و پنجمین مراسم گلدن گلوب  | باغ وحش شیشه‌ای (فیلم ۱۹۸۷)      | Henry Mancini                          | [ ۳۵ ] |
| چهل و پنجمین مراسم گلدن گلوب  | تسخیرناپذیران                   | Ennio Morricone                        | [ ۳۵ ] |
| چهل و ششمین مراسم گلدن گلوب   | گوریل‌ها در مه                   | Maurice Jarre                          | [ ۳۶ ] |
| چهل و ششمین مراسم گلدن گلوب   | مادام سوشاتسکا                  | Gerald Gouriet                         | [ ۳۶ ] |
| چهل و ششمین مراسم گلدن گلوب   | جهانگرد اتفاقی (فیلم)           | John Williams                          | [ ۳۶ ] |
| چهل و ششمین مراسم گلدن گلوب   | آخرین وسوسه مسیح (فیلم)         | Peter Gabriel                          | [ ۳۶ ] |
| چهل و ششمین مراسم گلدن گلوب   | جنگ میلاگرو بنفیلد              | Dave Grusin                            | [ ۳۶ ] |
| چهل و هفتمین مراسم گلدن گلوب  | پری دریایی کوچولو (فیلم ۱۹۸۹)   | Alan Menken                            | [ ۳۷ ] |
| چهل و هفتمین مراسم گلدن گلوب  | متولد چهارم جولای               | John Williams                          | [ ۳۷ ] |
| چهل و هفتمین مراسم گلدن گلوب  | ضایعات جنگ                      | Ennio Morricone                        | [ ۳۷ ] |
| چهل و هفتمین مراسم گلدن گلوب  | افتخار (فیلم ۱۹۸۹)              | James Horner                           | [ ۳۷ ] |
| چهل و هفتمین مراسم گلدن گلوب  | بیکرهای شگفت‌انگیز               | Dave Grusin                            | [ ۳۷ ] |

### دهه ۱۹۹۰
| Year1                           | Film                              | Composer(s)                        | Ref.   |
| ------------------------------- | --------------------------------- | ---------------------------------- | ------ |
| چهل و هشتمین مراسم گلدن گلوب    | آسمان سرپناه                      | Richard Horowitz, Ryuichi Sakamoto | [ ۳۸ ] |
| چهل و هشتمین مراسم گلدن گلوب    | آوالون (فیلم)                     | Randy Newman                       | [ ۳۸ ] |
| چهل و هشتمین مراسم گلدن گلوب    | رقصنده با گرگ‌ها                   | John Barry                         | [ ۳۸ ] |
| چهل و هشتمین مراسم گلدن گلوب    | هاوانا (فیلم)                     | Dave Grusin                        | [ ۳۸ ] |
| چهل و هشتمین مراسم گلدن گلوب    | پدرخوانده: قسمت سوم               | Carmine Coppola                    | [ ۳۸ ] |
| چهل و نهمین مراسم گلدن گلوب     | دیو و دلبر (فیلم ۱۹۹۱)            | Alan Menken                        | [ ۳۹ ] |
| چهل و نهمین مراسم گلدن گلوب     | At Play in the Fields of the Lord | Zbigniew Preisner                  | [ ۳۹ ] |
| چهل و نهمین مراسم گلدن گلوب     | باگزی                             | Ennio Morricone                    | [ ۳۹ ] |
| چهل و نهمین مراسم گلدن گلوب     | مرگ دوباره                        | Patrick Doyle                      | [ ۳۹ ] |
| چهل و نهمین مراسم گلدن گلوب     | برای پسران                        | Dave Grusin                        | [ ۳۹ ] |
| چهل و نهمین مراسم گلدن گلوب     | رابین هود: شاهزاده دزدان          | Michael Kamen                      | [ ۳۹ ] |
| پنجاهمین مراسم گلدن گلوب        | علاءالدین (فیلم ۱۹۹۲)             | Alan Menken                        | [ ۴۰ ] |
| پنجاهمین مراسم گلدن گلوب        | ۱۴۹۲: فتح بهشت                    | ونجلیس                             | [ ۴۰ ] |
| پنجاهمین مراسم گلدن گلوب        | غریزه اصلی                        | Jerry Goldsmith                    | [ ۴۰ ] |
| پنجاهمین مراسم گلدن گلوب        | چاپلین (فیلم)                     | John Barry                         | [ ۴۰ ] |
| پنجاهمین مراسم گلدن گلوب        | آخرین موهیکان (فیلم ۱۹۹۲)         | Randy Edelman, Trevor Jones        | [ ۴۰ ] |
| پنجاه و یکمین مراسم گلدن گلوب   | بهشت و زمین (فیلم ۱۹۹۳)           | کیتارو                             | [ ۴۱ ] |
| پنجاه و یکمین مراسم گلدن گلوب   | آبی (فیلم ۱۹۹۳)                   | Zbigniew Preisner                  | [ ۴۱ ] |
| پنجاه و یکمین مراسم گلدن گلوب   | فهرست شیندلر                      | John Williams                      | [ ۴۱ ] |
| پنجاه و یکمین مراسم گلدن گلوب   | پیانو (فیلم)                      | Michael Nyman                      | [ ۴۱ ] |
| پنجاه و یکمین مراسم گلدن گلوب   | کابوس پیش از کریسمس               | Danny Elfman                       | [ ۴۱ ] |
| پنجاه و دومین مراسم گلدن گلوب   | شیرشاه                            | Hans Zimmer                        | [ ۴۲ ] |
| پنجاه و دومین مراسم گلدن گلوب   | فارست گامپ                        | Alan Silvestri                     | [ ۴۲ ] |
| پنجاه و دومین مراسم گلدن گلوب   | مصاحبه با خون‌آشام (فیلم)          | Elliot Goldenthal                  | [ ۴۲ ] |
| پنجاه و دومین مراسم گلدن گلوب   | افسانه‌های خزان                    | James Horner                       | [ ۴۲ ] |
| پنجاه و دومین مراسم گلدن گلوب   | نل                                | Mark Isham                         | [ ۴۲ ] |
| پنجاه و سومین مراسم گلدن گلوب   | راه رفتن روی ابرها                | Maurice Jarre                      | [ ۴۳ ] |
| پنجاه و سومین مراسم گلدن گلوب   | شجاع‌دل                            | James Horner                       | [ ۴۳ ] |
| پنجاه و سومین مراسم گلدن گلوب   | دون خوان دی‌مارکو                  | Michael Kamen                      | [ ۴۳ ] |
| پنجاه و سومین مراسم گلدن گلوب   | پوکاهانتس (فیلم ۱۹۹۵)             | Alan Menken                        | [ ۴۳ ] |
| پنجاه و سومین مراسم گلدن گلوب   | عقل و احساس (فیلم)                | Patrick Doyle                      | [ ۴۳ ] |
| پنجاه و چهارمین مراسم گلدن گلوب | بیمار انگلیسی (فیلم)              | Gabriel Yared                      | [ ۴۴ ] |
| پنجاه و چهارمین مراسم گلدن گلوب | مایکل کولینز (فیلم)               | Elliot Goldenthal                  | [ ۴۴ ] |
| پنجاه و چهارمین مراسم گلدن گلوب | درخشش (فیلم ۱۹۹۶)                 | David Hirschfelder                 | [ ۴۴ ] |
| پنجاه و چهارمین مراسم گلدن گلوب | گوژپشت نتردام (فیلم ۱۹۹۶)         | Alan Menken                        | [ ۴۴ ] |
| پنجاه و چهارمین مراسم گلدن گلوب | آینه دو چهره دارد                 | Marvin Hamlisch                    | [ ۴۴ ] |
| پنجاه و پنجمین مراسم گلدن گلوب  | تایتانیک (فیلم ۱۹۹۷)              | James Horner                       | [ ۴۵ ] |
| پنجاه و پنجمین مراسم گلدن گلوب  | گاتاکا                            | Michael Nyman                      | [ ۴۵ ] |
| پنجاه و پنجمین مراسم گلدن گلوب  | کوندان                            | Philip Glass                       | [ ۴۵ ] |
| پنجاه و پنجمین مراسم گلدن گلوب  | محرمانه لس آنجلس (فیلم)           | Jerry Goldsmith                    | [ ۴۵ ] |
| پنجاه و پنجمین مراسم گلدن گلوب  | هفت سال در تبت (فیلم)             | John Williams                      | [ ۴۵ ] |
| پنجاه و ششمین مراسم گلدن گلوب   | نمایش ترومن                       | Burkhard Dallwitz, Philip Glass    | [ ۴۶ ] |
| پنجاه و ششمین مراسم گلدن گلوب   | زندگی یک حشره                     | Randy Newman                       | [ ۴۶ ] |
| پنجاه و ششمین مراسم گلدن گلوب   | مولان (فیلم ۱۹۹۸)                 | Jerry Goldsmith                    | [ ۴۶ ] |
| پنجاه و ششمین مراسم گلدن گلوب   | نجات سرباز رایان                  | John Williams                      | [ ۴۶ ] |
| پنجاه و ششمین مراسم گلدن گلوب   | عزیز مصر (فیلم)                   | Stephen Schwartz, Hans Zimmer      | [ ۴۶ ] |
| پنجاه و هفتمین مراسم گلدن گلوب  | افسانه ۱۹۰۰                       | Ennio Morricone                    | [ ۴۷ ] |
| پنجاه و هفتمین مراسم گلدن گلوب  | زیبای آمریکایی (فیلم ۱۹۹۹)        | Thomas Newman                      | [ ۴۷ ] |
| پنجاه و هفتمین مراسم گلدن گلوب  | خاکسترهای آنجلا (فیلم)            | John Williams                      | [ ۴۷ ] |
| پنجاه و هفتمین مراسم گلدن گلوب  | آنا و شاه                         | George Fenton                      | [ ۴۷ ] |
| پنجاه و هفتمین مراسم گلدن گلوب  | پایان رابطه (فیلم ۱۹۹۹)           | Michael Nyman                      | [ ۴۷ ] |
| پنجاه و هفتمین مراسم گلدن گلوب  | چشمان کاملاً بسته                  | Jocelyn Pook                       | [ ۴۷ ] |
| پنجاه و هفتمین مراسم گلدن گلوب  | نفوذی (فیلم ۱۹۹۹)                 | Pieter Bourke, Lisa Gerrard        | [ ۴۷ ] |
| پنجاه و هفتمین مراسم گلدن گلوب  | داستان استریت                     | Angelo Badalamenti                 | [ ۴۷ ] |
| پنجاه و هفتمین مراسم گلدن گلوب  | آقای ریپلی بااستعداد (فیلم)       | Gabriel Yared                      | [ ۴۷ ] |

### دهه ۲۰۰۰
| Year1                          | Film                              | Composer(s)                                   | Ref.   |
| ------------------------------ | --------------------------------- | --------------------------------------------- | ------ |
| پنجاه و هشتمین مراسم گلدن گلوب | گلادیاتور (فیلم ۲۰۰۰)             | Lisa Gerrard, Hans Zimmer                     | [ ۴۸ ] |
| پنجاه و هشتمین مراسم گلدن گلوب | همه اسب‌های زیبا (فیلم)            | Larry Paxton, Marty Stuart, Kristin Wilkinson | [ ۴۸ ] |
| پنجاه و هشتمین مراسم گلدن گلوب | شکلات (فیلم ۲۰۰۰)                 | Rachel Portman                                | [ ۴۸ ] |
| پنجاه و هشتمین مراسم گلدن گلوب | ببر خیزان، اژدهای پنهان           | Tan Dun                                       | [ ۴۸ ] |
| پنجاه و هشتمین مراسم گلدن گلوب | مالنا                             | Ennio Morricone                               | [ ۴۸ ] |
| پنجاه و هشتمین مراسم گلدن گلوب | نور خورشید (فیلم ۱۹۹۹)            | Maurice Jarre                                 | [ ۴۸ ] |
| پنجاه و نهمین مراسم گلدن گلوب  | مولن روژ!                         | Craig Armstrong                               | [ ۴۹ ] |
| پنجاه و نهمین مراسم گلدن گلوب  | ذهن زیبا                          | James Horner                                  | [ ۴۹ ] |
| پنجاه و نهمین مراسم گلدن گلوب  | هوش مصنوعی (فیلم)                 | John Williams                                 | [ ۴۹ ] |
| پنجاه و نهمین مراسم گلدن گلوب  | علی (فیلم)                        | Pieter Bourke, Lisa Gerrard                   | [ ۴۹ ] |
| پنجاه و نهمین مراسم گلدن گلوب  | ارباب حلقه‌ها: یاران حلقه          | Howard Shore                                  | [ ۴۹ ] |
| پنجاه و نهمین مراسم گلدن گلوب  | جاده مالهالند (فیلم)              | Angelo Badalamenti                            | [ ۴۹ ] |
| پنجاه و نهمین مراسم گلدن گلوب  | پرل هاربر (فیلم)                  | Hans Zimmer                                   | [ ۴۹ ] |
| پنجاه و نهمین مراسم گلدن گلوب  | اخبار کشتیرانی                    | Christopher Young                             | [ ۴۹ ] |
| شصتمین مراسم گلدن گلوب         | فریدا (فیلم)                      | Elliot Goldenthal                             | [ ۵۰ ] |
| شصتمین مراسم گلدن گلوب         | ساعت بیست و پنجم                  | Terence Blanchard                             | [ ۵۰ ] |
| شصتمین مراسم گلدن گلوب         | دور از بهشت                       | Elmer Bernstein                               | [ ۵۰ ] |
| شصتمین مراسم گلدن گلوب         | حصار ضدخرگوش (فیلم)               | Peter Gabriel                                 | [ ۵۰ ] |
| شصتمین مراسم گلدن گلوب         | ساعت‌ها (فیلم ۲۰۰۲)                | Philip Glass                                  | [ ۵۰ ] |
| شصت و یکمین مراسم گلدن گلوب    | ارباب حلقه‌ها: بازگشت پادشاه       | Howard Shore                                  | [ ۵۱ ] |
| شصت و یکمین مراسم گلدن گلوب    | ماهی بزرگ                         | Danny Elfman                                  | [ ۵۱ ] |
| شصت و یکمین مراسم گلدن گلوب    | کوهستان سرد                       | Gabriel Yared                                 | [ ۵۱ ] |
| شصت و یکمین مراسم گلدن گلوب    | دختری با گوشواره مروارید (فیلم)   | Alexandre Desplat                             | [ ۵۱ ] |
| شصت و یکمین مراسم گلدن گلوب    | آخرین سامورایی                    | Hans Zimmer                                   | [ ۵۱ ] |
| شصت و دومین مراسم گلدن گلوب    | هوانورد (فیلم ۲۰۰۴)               | Howard Shore                                  | [ ۵۲ ] |
| شصت و دومین مراسم گلدن گلوب    | در جستجوی ناکجاآباد               | Jan A. P. Kaczmarek                           | [ ۵۲ ] |
| شصت و دومین مراسم گلدن گلوب    | محبوب میلیون دلاری                | Clint Eastwood                                | [ ۵۲ ] |
| شصت و دومین مراسم گلدن گلوب    | راه‌های فرعی                       | Rolfe Kent                                    | [ ۵۲ ] |
| شصت و دومین مراسم گلدن گلوب    | اسپنگلیش                          | Hans Zimmer                                   | [ ۵۲ ] |
| شصت و سومین مراسم گلدن گلوب    | خاطرات یک گیشا (فیلم)             | John Williams                                 | [ ۵۳ ] |
| شصت و سومین مراسم گلدن گلوب    | کوهستان بروکبک                    | Gustavo Santaolalla                           | [ ۵۳ ] |
| شصت و سومین مراسم گلدن گلوب    | کینگ کونگ (فیلم ۲۰۰۵)             | James Newton Howard                           | [ ۵۳ ] |
| شصت و سومین مراسم گلدن گلوب    | سیریانا                           | Alexandre Desplat                             | [ ۵۳ ] |
| شصت و سومین مراسم گلدن گلوب    | سرگذشت نارنیا: شیر، کمد و جادوگر  | Harry Gregson-Williams                        | [ ۵۳ ] |
| شصت و چهارمین مراسم گلدن گلوب  | پرده رنگی                         | Alexandre Desplat                             | [ ۵۴ ] |
| شصت و چهارمین مراسم گلدن گلوب  | بابل (فیلم ۲۰۰۶ آمریکایی)         | Gustavo Santaolalla                           | [ ۵۴ ] |
| شصت و چهارمین مراسم گلدن گلوب  | خانه‌به‌دوش (فیلم ۲۰۰۵)             | Carlo Siliotto                                | [ ۵۴ ] |
| شصت و چهارمین مراسم گلدن گلوب  | رمز داوینچی (فیلم)                | Hans Zimmer                                   | [ ۵۴ ] |
| شصت و چهارمین مراسم گلدن گلوب  | چشمه (فیلم ۲۰۰۶)                  | Clint Mansell                                 | [ ۵۴ ] |
| شصت و پنجمین مراسم گلدن گلوب   | تاوان (فیلم ۲۰۰۷)                 | Dario Marianelli                              | [ ۵۵ ] |
| شصت و پنجمین مراسم گلدن گلوب   | قول‌های شرقی                       | Howard Shore                                  | [ ۵۵ ] |
| شصت و پنجمین مراسم گلدن گلوب   | گریس رفته                         | Clint Eastwood                                | [ ۵۵ ] |
| شصت و پنجمین مراسم گلدن گلوب   | به‌سوی طبیعت وحشی                  | Michael Brook, Kaki King, Eddie Vedder        | [ ۵۵ ] |
| شصت و پنجمین مراسم گلدن گلوب   | بادبادک‌باز (فیلم)                 | Alberto Iglesias                              | [ ۵۵ ] |
| شصت و ششمین مراسم گلدن گلوب    | میلیونر زاغه‌نشین                  | A. R. Rahman                                  | [ ۵۶ ] |
| شصت و ششمین مراسم گلدن گلوب    | بچه جایگزین (فیلم)                | Clint Eastwood                                | [ ۵۶ ] |
| شصت و ششمین مراسم گلدن گلوب    | مورد عجیب بنجامین باتن            | Alexandre Desplat                             | [ ۵۶ ] |
| شصت و ششمین مراسم گلدن گلوب    | دعوت به جنگ                       | James Newton Howard                           | [ ۵۶ ] |
| شصت و ششمین مراسم گلدن گلوب    | فراست/نیکسون                      | Hans Zimmer                                   | [ ۵۶ ] |
| شصت و هفتمین مراسم گلدن گلوب   | بالا (فیلم ۲۰۰۹)                  | Michael Giacchino                             | [ ۵۷ ] |
| شصت و هفتمین مراسم گلدن گلوب   | یک مرد مجرد                       | Abel Korzeniowski                             | [ ۵۷ ] |
| شصت و هفتمین مراسم گلدن گلوب   | آواتار (فیلم ۲۰۰۹)                | James Horner                                  | [ ۵۷ ] |
| شصت و هفتمین مراسم گلدن گلوب   | اطلاع‌رسانی!                       | Marvin Hamlisch                               | [ ۵۷ ] |
| شصت و هفتمین مراسم گلدن گلوب   | جایی که موجودات وحشی هستند (فیلم) | کارن او، Carter Burwell                       | [ ۵۷ ] |

### دهه ۲۰۱۰
| Year1                           | Film                               | Composer(s)                                        | Ref.   |
| ------------------------------- | ---------------------------------- | -------------------------------------------------- | ------ |
| شصت و هشتمین مراسم گلدن گلوب    | شبکه اجتماعی (فیلم)                | Trent Reznor, Atticus Ross                         | [ ۵۸ ] |
| شصت و هشتمین مراسم گلدن گلوب    | ۱۲۷ ساعت                           | A. R. Rahman                                       | [ ۵۸ ] |
| شصت و هشتمین مراسم گلدن گلوب    | آلیس در سرزمین عجایب (فیلم ۲۰۱۰)   | Danny Elfman                                       | [ ۵۸ ] |
| شصت و هشتمین مراسم گلدن گلوب    | تلقین (فیلم)                       | Hans Zimmer                                        | [ ۵۸ ] |
| شصت و هشتمین مراسم گلدن گلوب    | سخنرانی پادشاه                     | Alexandre Desplat                                  | [ ۵۸ ] |
| شصت و نهمین مراسم گلدن گلوب     | آرتیست                             | Ludovic Bource                                     | [ ۵۹ ] |
| شصت و نهمین مراسم گلدن گلوب     | دختری با خالکوبی اژدها (فیلم ۲۰۱۱) | Trent Reznor, Atticus Ross                         | [ ۵۹ ] |
| شصت و نهمین مراسم گلدن گلوب     | هوگو (فیلم)                        | Howard Shore                                       | [ ۵۹ ] |
| شصت و نهمین مراسم گلدن گلوب     | اسب جنگی                           | John Williams                                      | [ ۵۹ ] |
| شصت و نهمین مراسم گلدن گلوب     | دابلیو.ئی.                         | Abel Korzeniowski                                  | [ ۵۹ ] |
| هفتادمین مراسم گلدن گلوب        | زندگی پی (فیلم)                    | Mychael Danna                                      | [ ۶۰ ] |
| هفتادمین مراسم گلدن گلوب        | آنا کارنینا (فیلم ۲۰۱۲)            | Dario Marianelli                                   | [ ۶۰ ] |
| هفتادمین مراسم گلدن گلوب        | آرگو (فیلم ۲۰۱۲)                   | Alexandre Desplat                                  | [ ۶۰ ] |
| هفتادمین مراسم گلدن گلوب        | لینکلن (فیلم ۲۰۱۲)                 | John Williams                                      | [ ۶۰ ] |
| هفتادمین مراسم گلدن گلوب        | اطلس ابر                           | Tom Tykwer, Johnny Klimek, Reinhold Heil           | [ ۶۰ ] |
| هفتاد و یکمین مراسم گلدن گلوب   | همه‌چیز از دست رفته‌است              | Alex Ebert                                         | [ ۶۱ ] |
| هفتاد و یکمین مراسم گلدن گلوب   | ۱۲ سال بردگی                       | Hans Zimmer                                        | [ ۶۱ ] |
| هفتاد و یکمین مراسم گلدن گلوب   | کتاب‌دزد (فیلم)                     | John Williams                                      | [ ۶۱ ] |
| هفتاد و یکمین مراسم گلدن گلوب   | جاذبه (فیلم)                       | Steven Price                                       | [ ۶۱ ] |
| هفتاد و یکمین مراسم گلدن گلوب   | ماندلا: راه طولانی به آزادی        | Alex Heffes                                        | [ ۶۱ ] |
| هفتاد و دومین مراسم گلدن گلوب   | نظریه همه‌چیز (فیلم ۲۰۱۴)           | Jóhann Jóhannsson                                  | [ ۶۲ ] |
| هفتاد و دومین مراسم گلدن گلوب   | بردمن (فیلم)                       | Antonio Sánchez                                    | [ ۶۲ ] |
| هفتاد و دومین مراسم گلدن گلوب   | دختر گمشده (فیلم ۲۰۱۴)             | Trent Reznor, Atticus Ross                         | [ ۶۲ ] |
| هفتاد و دومین مراسم گلدن گلوب   | بازی تقلید                         | Alexandre Desplat                                  | [ ۶۲ ] |
| هفتاد و دومین مراسم گلدن گلوب   | میان‌ستاره‌ای (فیلم)                 | Hans Zimmer                                        | [ ۶۲ ] |
| هفتاد و سومین مراسم گلدن گلوب   | هشت نفرت‌انگیز                      | Ennio Morricone                                    | [ ۶۳ ] |
| هفتاد و سومین مراسم گلدن گلوب   | کارول (فیلم)                       | Carter Burwell                                     | [ ۶۳ ] |
| هفتاد و سومین مراسم گلدن گلوب   | دختر دانمارکی (فیلم)               | Alexandre Desplat                                  | [ ۶۳ ] |
| هفتاد و سومین مراسم گلدن گلوب   | بازگشته (فیلم ۲۰۱۵)                | Ryuichi Sakamoto, Alva Noto                        | [ ۶۳ ] |
| هفتاد و سومین مراسم گلدن گلوب   | استیو جابز (فیلم)                  | Daniel Pemberton                                   | [ ۶۳ ] |
| هفتاد و چهارمین مراسم گلدن گلوب | لا لا لند                          | Justin Hurwitz                                     | [ ۶۴ ] |
| هفتاد و چهارمین مراسم گلدن گلوب | ورود (فیلم ۲۰۱۶)                   | Jóhann Jóhannsson                                  | [ ۶۴ ] |
| هفتاد و چهارمین مراسم گلدن گلوب | ارقام پنهان                        | Hans Zimmer, Pharrell Williams, Benjamin Wallfisch | [ ۶۴ ] |
| هفتاد و چهارمین مراسم گلدن گلوب | شیر (فیلم ۲۰۱۶)                    | Dustin O'Halloran, هائوشکا                         | [ ۶۴ ] |
| هفتاد و چهارمین مراسم گلدن گلوب | مهتاب (فیلم ۲۰۱۶)                  | Nicholas Britell                                   | [ ۶۴ ] |
| هفتاد و پنجمین مراسم گلدن گلوب  | شکل آب                             | Alexandre Desplat                                  | [ ۶۵ ] |
| هفتاد و پنجمین مراسم گلدن گلوب  | دانکرک (فیلم ۲۰۱۷)                 | Hans Zimmer                                        | [ ۶۵ ] |
| هفتاد و پنجمین مراسم گلدن گلوب  | رشته خیال                          | Jonny Greenwood                                    | [ ۶۵ ] |
| هفتاد و پنجمین مراسم گلدن گلوب  | پست (فیلم)                         | John Williams                                      | [ ۶۵ ] |
| هفتاد و پنجمین مراسم گلدن گلوب  | سه بیلبورد خارج از ابینگ، میزوری   | Carter Burwell                                     | [ ۶۵ ] |
| هفتاد و ششمین مراسم گلدن گلوب   | نخستین انسان (فیلم)                | Justin Hurwitz                                     | [ ۶۶ ] |
| هفتاد و ششمین مراسم گلدن گلوب   | پلنگ سیاه (فیلم ۲۰۱۸)              | Ludwig Göransson                                   | [ ۶۶ ] |
| هفتاد و ششمین مراسم گلدن گلوب   | جزیره سگ‌ها                         | Alexandre Desplat                                  | [ ۶۶ ] |
| هفتاد و ششمین مراسم گلدن گلوب   | بازگشت مری پاپینز                  | Marc Shaiman                                       | [ ۶۶ ] |
| هفتاد و ششمین مراسم گلدن گلوب   | یک مکان ساکت                       | Marco Beltrami                                     | [ ۶۶ ] |
| هفتاد و هفتمین مراسم گلدن گلوب  | جوکر (فیلم ۲۰۱۹)                   | هیلدور گودنادوتیر                                  | [ ۶۷ ] |
| هفتاد و هفتمین مراسم گلدن گلوب  | ۱۹۱۷ (فیلم ۲۰۱۹)                   | Thomas Newman                                      | [ ۶۷ ] |
| هفتاد و هفتمین مراسم گلدن گلوب  | زنان کوچک (فیلم ۲۰۱۹)              | Alexandre Desplat                                  | [ ۶۷ ] |
| هفتاد و هفتمین مراسم گلدن گلوب  | داستان ازدواج                      | Randy Newman                                       | [ ۶۷ ] |
| هفتاد و هفتمین مراسم گلدن گلوب  | بروکلین بی‌مادر                     | دانیل پمبرتن                                       | [ ۶۷ ] |

### دهه ۲۰۲۰
| Year1                          | Film                               | Composer(s)                              | Ref.   |
| ------------------------------ | ---------------------------------- | ---------------------------------------- | ------ |
| هفتاد و هشتمین مراسم گلدن گلوب | روح (فیلم ۲۰۲۰)                    | Jon Batiste, Trent Reznor & Atticus Ross | [ ۶۸ ] |
| هفتاد و هشتمین مراسم گلدن گلوب | منک                                | Reznor & Ross                            | [ ۶۸ ] |
| هفتاد و هشتمین مراسم گلدن گلوب | آسمان نیمه‌شب (فیلم)                | Alexandre Desplat                        | [ ۶۸ ] |
| هفتاد و هشتمین مراسم گلدن گلوب | اخبار جهان (فیلم)                  | James Newton Howard                      | [ ۶۸ ] |
| هفتاد و هشتمین مراسم گلدن گلوب | تنت                                | Ludwig Göransson                         | [ ۶۸ ] |
| هفتاد و نهمین مراسم گلدن گلوب  | تلماسه (فیلم ۲۰۲۱)                 | هانس زیمر                                | [ ۶۹ ] |
| هفتاد و نهمین مراسم گلدن گلوب  | افسون (فیلم ۲۰۲۱)                  | Germaine Franco                          | [ ۶۹ ] |
| هفتاد و نهمین مراسم گلدن گلوب  | گزارش فرانسوی                      | الکساندر دسپلا                           | [ ۶۹ ] |
| هفتاد و نهمین مراسم گلدن گلوب  | مادران موازی                       | آلبرتو ایگلسیاس                          | [ ۶۹ ] |
| هفتاد و نهمین مراسم گلدن گلوب  | قدرت سگ (فیلم ۲۰۲۱)                | جانی گرینوود                             | [ ۶۹ ] |
| هشتادمین مراسم گلدن گلوب       | بابیلون (فیلم ۲۰۲۲)                | جاستین هورویتز                           | [ ۷۰ ] |
| هشتادمین مراسم گلدن گلوب       | بنشی‌های اینیشرین                   | کارتر برول                               | [ ۷۰ ] |
| هشتادمین مراسم گلدن گلوب       | خانواده فیبلمن                     | جان ویلیامز                              | [ ۷۰ ] |
| هشتادمین مراسم گلدن گلوب       | پینوکیوی گیرمو دل تورو             | الکساندر دسپلا                           | [ ۷۰ ] |
| هشتادمین مراسم گلدن گلوب       | حرف‌های زنانه (فیلم)                | هیلدور گودنادوتیر                        | [ ۷۰ ] |
| هشتاد و یکمین مراسم گلدن گلوب  | اوپنهایمر (فیلم)                   | لودویگ گورانسون                          | [ ۷۱ ] |
| هشتاد و یکمین مراسم گلدن گلوب  | پسر و مرغ ماهی‌خوار                 | جو هیسایشی                               | [ ۷۱ ] |
| هشتاد و یکمین مراسم گلدن گلوب  | قاتلان ماه گل                      | رابی رابرتسون (posthumous)               | [ ۷۱ ] |
| هشتاد و یکمین مراسم گلدن گلوب  | بیچارگان (فیلم)                    | Jerskin Fendrix                          | [ ۷۱ ] |
| هشتاد و یکمین مراسم گلدن گلوب  | مرد عنکبوتی: در میان دنیای عنکبوتی | دانیل پمبرتن                             | [ ۷۱ ] |
| هشتاد و یکمین مراسم گلدن گلوب  | منطقه مورد علاقه                   | میکاچو                                   | [ ۷۱ ] |